# أنجيلا وليامز
أنجيلا وليامز (بالإنجليزية: Angela Williams)‏ هي منافسة ألعاب القوى أمريكية، ولدت في 30 يناير 1980 في بيلفلاوير في الولايات المتحدة.

## وصلات خارجية
- أنجيلا وليامز على موقع الاتحاد الدولي لألعاب القوى (الإنجليزية)
- أنجيلا وليامز على موقع أوليمبيديا (الإنجليزية)
- أنجيلا وليامز على موقع اللجنة الأولمبية والبارالمبية الأمريكية (الإنجليزية)